# 가브리엘레 치미니
가브리엘레 치미니(이탈리아어: Gabriele Cimini, 1994년 6월 9일~)는 이탈리아의 펜싱 선수로 주 종목은 에페이다. 2024년 하계 올림픽에 참가했고 세계 선수권 대회에서 남자 에페 단체전 금메달 1개와 은메달 1개를 획득했다.